# فدراسیون هندبال آسیا
فدراسیون هندبال آسیا (به انگلیسی: Asian Handball Federation) با نام اختصاری اِی‌اچ‌اف نهاد حاکم ورزش هندبال و هندبال ساحلی در آسیا است. اِی‌اچ‌اف به‌طور رسمی در ۲۶ اوت ۱۹۷۴ در تهران (زمان شاهنشاهی پهلوی) و در حاشیهٔ بازی‌های آسیایی ۱۹۷۴ تشکیل شد.